# Artūrs Karašausks
Artūrs Karašausks (ur. 29 stycznia 1992 w Rydze) – łotewski piłkarz występujący na pozycji napastnika w kazachskim klubie Akżajyk Orał oraz w reprezentacji Łotwy.

## Kariera klubowa
Wychowanek Szkoły Piłkarskiej Skonto FC. W 2009 rozpoczął karierę piłkarską w innym ryskim zespole JFK Olimps/RFS. Po udanych występach został zaproszony przez trenera Aleksandrsa Starkovsa do Skonto FC. 31 sierpnia 2010 do końca roku został wypożyczony do ukraińskiego Dnipra Dniepropetrowsk.

## Kariera reprezentacyjna
Od 2010 występuje w reprezentacji Łotwy. Wcześniej bronił barw juniorskiej reprezentacji.